# Lahuta e malcís
A Lahuta e malcís (modern helyesírással Lahuta e malësisë, kb. ’hegyvidéki koboz’) Gjergj Fishta (1871–1940) albán ferences szerzetes, pedagógus, költő fő műve, egyúttal az albán irodalom kiemelkedő alkotása, az észak-albániai hegyvidékek lakóinak 1862 és 1913 közötti fegyveres függetlenségi harcait elbeszélő, geg albán dialektusban megírt epikus hősköltemény. Fishta az észak-albániai epikus népköltészeti hagyományból kiindulva 1902-ben kezdte meg írását, majd évtizedekig dolgozott rajta. Végső, teljes formájában 1937-ben, az albán függetlenség kikiáltásának huszonötödik évfordulóján adta ki Shkodrában a harminc énekből álló 15 613 soros művet.

## Keletkezése és kiadástörténete

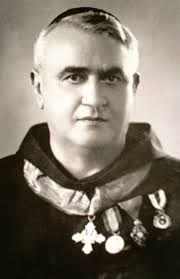
Gjergj Fishta

A Lahuta e malcís nagy részét Fishta 1902 és 1909 között írta meg, de ezt követően még csaknem negyedszázadon át csiszolta a szöveget. A mű gondolata akkor ötlött fel benne, amikor 1902-ben egy kisebb hegyvidéki faluba érkezett, hogy ideiglenesen helyettesítse a közösség papját. Ott-tartózkodása során megismerkedett egy aggastyánnal, a hoti törzshöz tartozó Marash Ucival (1810–1914), aki közös estéiken elmesélte neki az 1860-as évektől a Montenegrói Fejedelemséggel vívott küzdelmeiket. Különösen részletesen számolt be a rrzhanicai hídnál megesett ütközetről, amelyben maga is részt vett. A hallott történeteket Fishta feljegyezte, majd irodalmi formába öntötte, és 1905-ben Zárában kiadatta Lahuta e malcís címen. Ez a rövidebb változat az elkövetkező években még öt kiadást ért meg (1907, 1912, 1923, 1931, 1933), a teljes változatban pedig ez lett a 12–15. ének. A teljes szövegváltozat, a harminc éneket tartalmazó Lahuta e malcís végül 1937-ben Shkodrában került ki a nyomdából, az albán függetlenség negyedszázados jubileumára időzítve.
A második világháborút követően, a kommunista diktatúra időszakában Fishta más műveivel egyetemben a Lahuta e malcíst is betiltották. Robert Elsie elmélete szerint mindebben szerepet játszhatott az is, hogy a jugoszláv kommunisták bábáskodása mellett szerveződő Albán Kommunista Párt nem támogathatta a szlávellenes küzdelmeket hősi pátosszal taglaló Lahuta e malcís térnyerését. A tiltás évtizedeiben ha albán földön nem is, de 1958-ban Rómában, 1990-ben pedig Ljubljanában adták ki újra a Lahuta e malcíst. Félő volt, hogy Fishta fő műve nyomtalanul hullik ki a közösségi emlékezetből, erre azonban a demokratikus átmenet egy emlékezetes mozzanata cáfolt rá. 1991. január 5-én nagyobb tömeg gyűlt össze egy shkodrai téren, hogy megemlékezzenek az akkor fél évszázada halott Fishtáról. A pódiumon a helyi színház egyik művésze szavalt részleteket a Lahuta e malcísból. Amikor egy helyütt elakadt a szöveggel, a tömegből többen fejből skandálták az ominózus verssorokat, annak bizonyságaként, hogy Fishta emléke és művészete a felszín alatt az elnyomás évtizedeiben is tovább élt.

## Tartalma
A Lahuta e malcís végső formájában egy 15 613 soros epikus hősköltemény, amellyel Fishta az albánok 1862 és 1913 közötti függetlenségi harcainak állított irodalmi emléket. A mű három nagyobb történelmi eseményt beszél el, de elsősorban az északalbán határvidék népének küzdelmét írja le a földjeiket elragadó Montenegrói Fejedelemséggel szemben, az Oszmán Birodalom ellen vívott harcok csupán másodlagos szerepet kapnak a költeményben.
A hősies küzdelmek motívumain kívül Fishta műve a nemzeti romantika kései képviselőjeként egyszersmind a patriarchális észak-albániai törzsi életforma seregszemléje is. A költemény soraiban megjelennek azok a több évszázados hagyományok és jogszokások (a kanun törvényei), amelyek alapjaiban határozták meg a hegyvidéki albánok életét. A Lahuta e malcísban olvashatni temetkezési szokásokról, a vendégbarátság és a vérbosszú törvényéről, az eskü és az adott szó (besa) erejéről stb. De nem csupán az albán vidék történelmi-társadalmi valóságának, hanem a népi hiedelemvilágnak is hű tükre a Lahuta e malcís. Sorait olyan mitikus lények népesítik be, mint a harcosokat óvó hegyi tündérek (zanák), a sorsszellemek (orák), a vámpírszerű lugatok és a vérszívó boszorkányok (shtrigák), az emberfeletti erővel rendelkező szárnyas emberek (dranguák) és a hétfejű tűzokádó sárkányok (kuçedrák).
1–5. ének, az Oso Kuka-ciklus

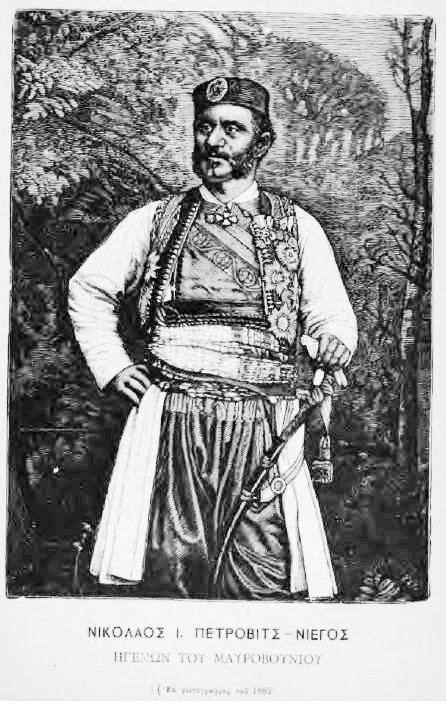
I. Miklós montenegrói vladika

A hoti és gruda törzsek 1862-es küzdelmei az őket megtámadó, I. Miklós montenegrói vladika vezette montenegrói csapatokkal.
1. ének: Az oszmán igát nyögő albánság általános helyzetét írja le, majd beszámol I. Miklós titkos tervéről az albán törzsek elleni fegyveres támadásról.
2. ének: A shkodrai Oso Kuka negyven embere élén a határra vonul, hogy visszaverje a támadást.
3. ének: Közjáték, amelyben a montenegrói csapatok lemészárolnak egy útjukba kerülő albán pásztort, Avdi Hisát. Hisa nővére gyászénekkel búcsúzik fivérétől, Kuka pedig az esetet hírül vévén vérbosszút esküszik.
4. ének: I. Miklós kiadja a parancsot a Shkodrai-tóban található sziget, Vranina elfoglalására.
5. ének: A túlerővel szembekerülő Oso Kuka egy lőportoronyba húzódik vissza, amelyet végül saját magával, embereivel és a nyomukban lévő ellenséggel együtt felrobbant. Hősi haláluk ellenére a szigetre kitűzik a montenegrói zászlót.
6–25. ének

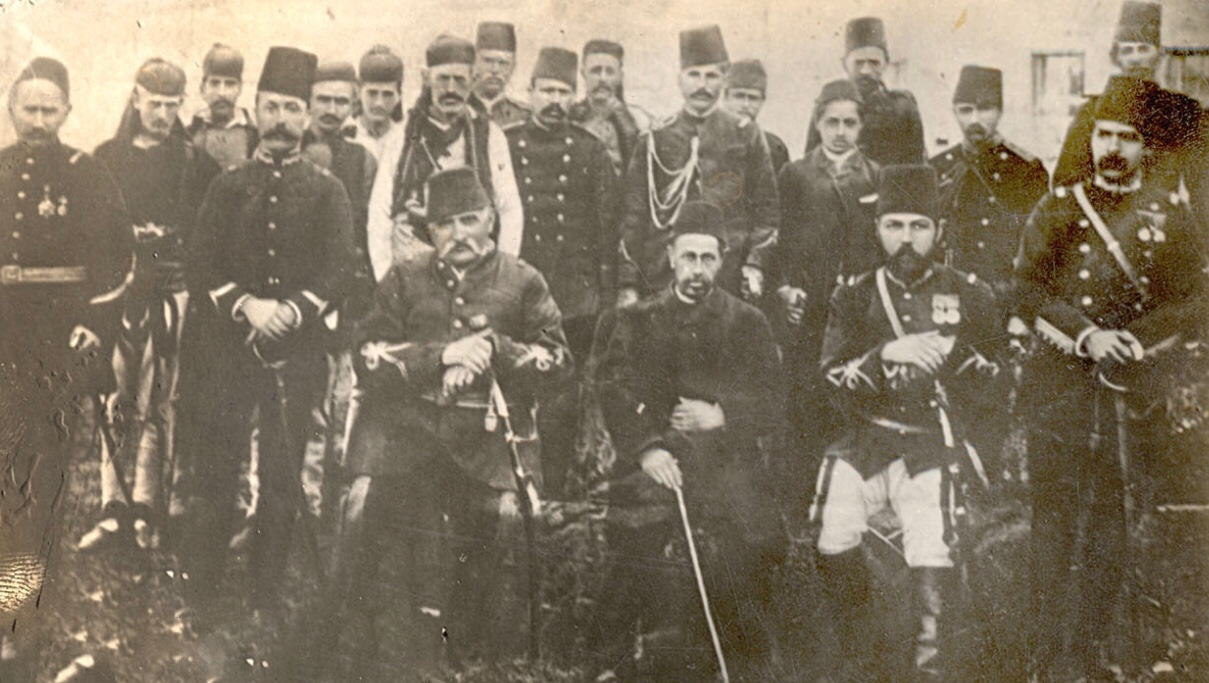
A Prizreni Liga felkelőinek egy csoportja, az ülő sorban bal szélen Ali Gucia pasa (8–9. ének)

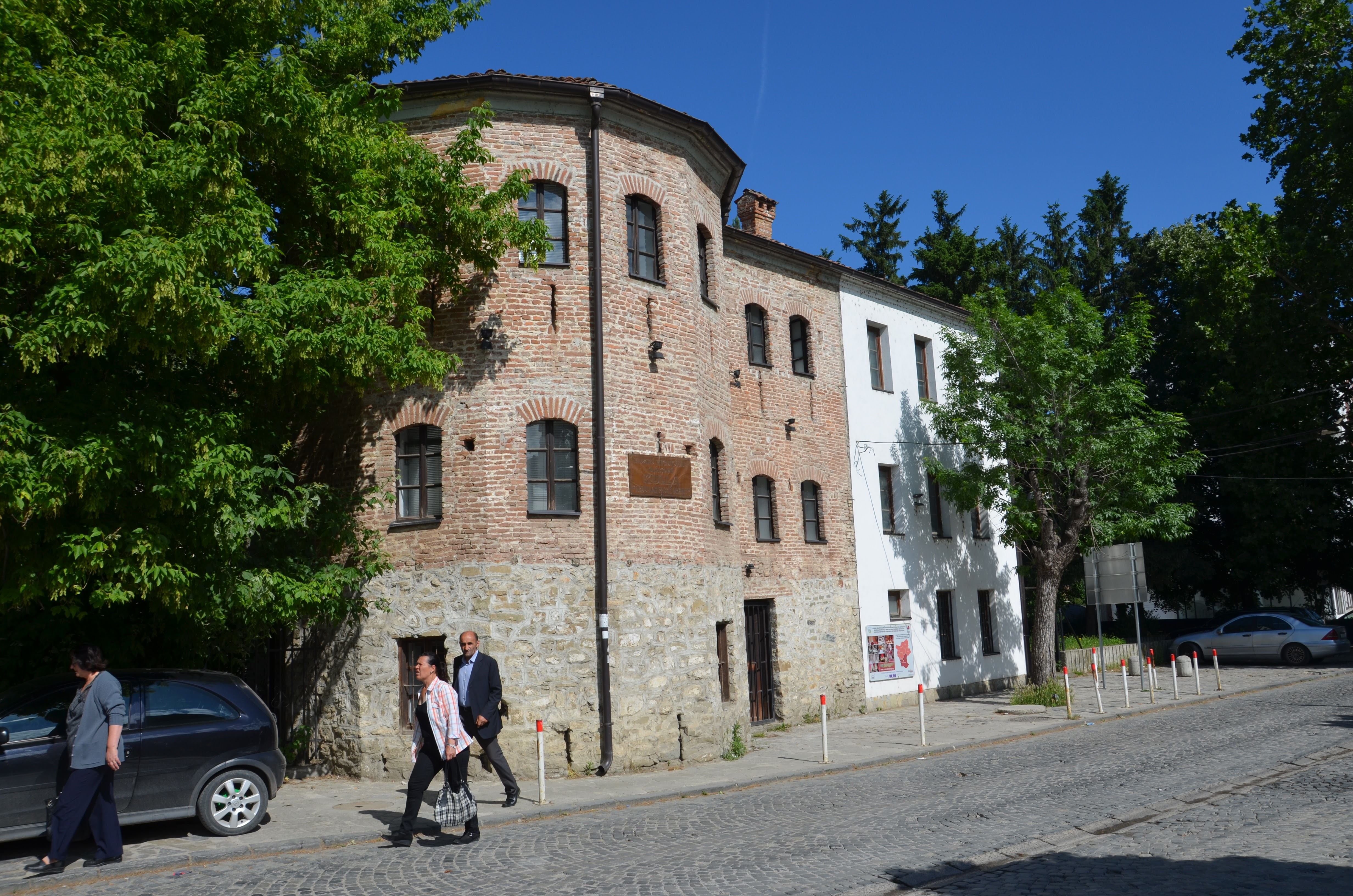
Abdullah Dreni gjakovai háza (10. ének)

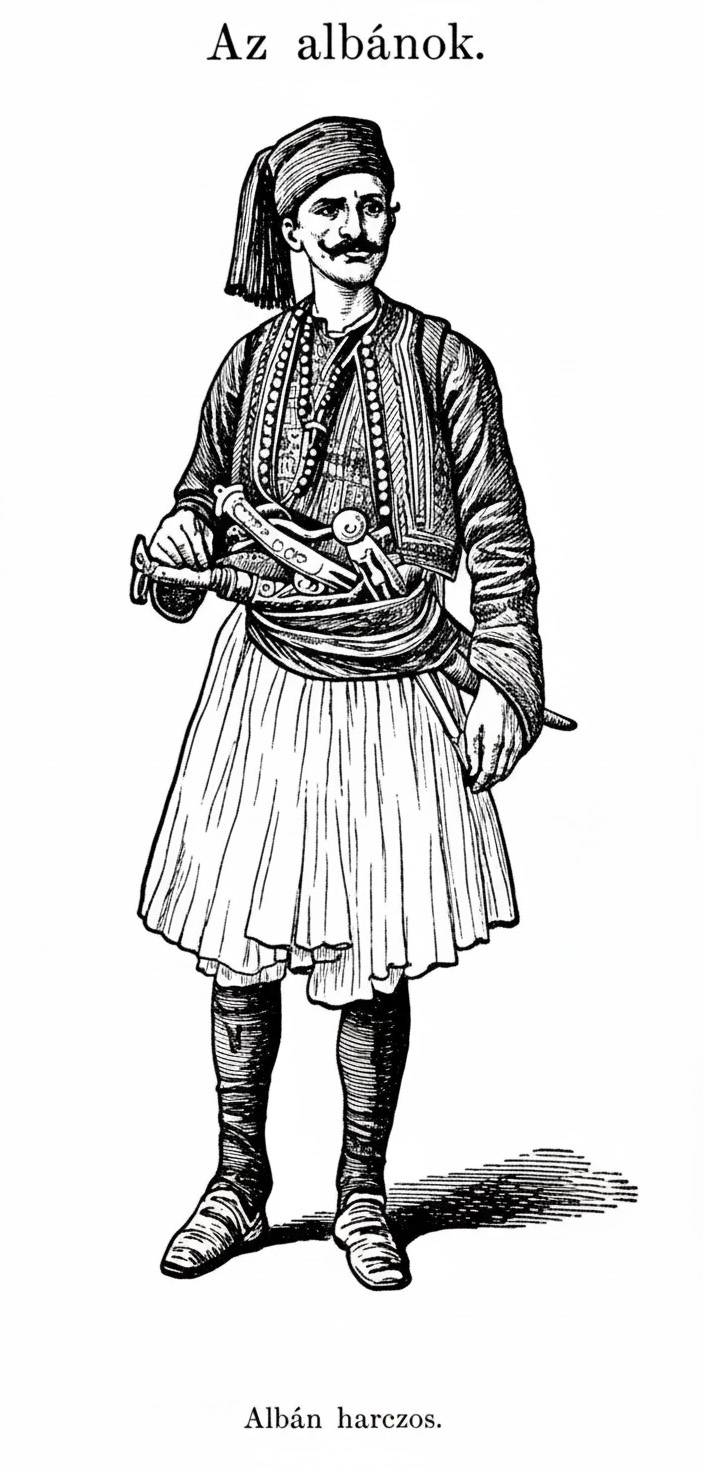
Albán harcos ábrázolása a Vasárnapi Ujság 1879-es évfolyamából

A Prizreni Liga 1878 és 1880 közötti küzdelmei, amelyek során az északalbánok a berlini kongresszus által Montenegrónak ítélt Plava és Gucia megtartásáért ragadtak fegyvert.
6. ének: Konstantinápolyban egy titokzatos látogató kap bebocsátást a szultán színe elé, és az albánok megsegítéséért könyörög. A szultán elrendeli, hogy Dervis pasa ötven zászlóaljjal induljon a montenegrói csapatok visszaverésére, de a nagyhatalmak fenyegetésére végül eláll szándékától.
7. ének: Az 1878-as berlini kongresszus eseményeit meséli el, amelynek során a nagyhatalmak szabad kezet adnak I. Miklósnak, hogy a Drin folyóig elfoglalja az Oszmán Birodalomhoz tartozó albán lakta területeket.
8. ének: Az albán Ali pasa útját egy hegyvidéki legelőn egy sorsszellem (ora) keresztezi, és arra kéri, gyűjtsön fegyvereseket az albán hegyi törzsek körében, és induljon a haza védelmére. Hogy küldetésében sikerrel járjon, az ora varázserőt adományoz Ali pasának.
9. ének: Albán földesurak gyűlnek össze Prizrenben, hogy megvitassák a kialakult helyzetet. A hegyekből Albánia szelleme és Sharri tündére örömmel figyeli Abdyl Frashëri, Shan Deda, Mar Lula és Ali pasa harcias beszédeit, hazafias lelkesedését.
10. ének: A szultán új pasát küld albán földre Mehmed Ali pasa személyében, aki Gjakovába, a helyi Abdullah Dreni házába hívja össze az albán törzsfőket, majd csalárdul lefegyverzi és foglyul ejti őket. A dühös albánok megtámadják a házat. A vendéglátó Dreni személyes hazafias érzelmeit félretéve, az albán jogszokásban szent vendégbarátság parancsára Mehmed Ali pasa védelmére kell, és inkább vele együtt pusztul el a harcban.
11. ének: Komikus közjáték, amelyben I. Miklós otthonában borozgat, és feleségén élcelődik, amiért az hisz a szellemekben. Amikor azonban nyugovóra tér, a Gjakovában megölt Mehmed Ali pasa szelleme látogatja meg, és az albánok elleni fegyveres harcra ösztökéli a montenegrói uralkodót. I. Miklós haditanácsot ül hadvezérével, Mark Milanival.
12. ének: Az idős Marash Uci Hotba siet, és arra kéri a helyi elöljárót, Çun Mulát, hogy a hoti és gruda törzsek elöljáróit a helyi Szent János-templomba hívja össze haditanácsra. Marash Uci lelkesítő beszéddel köszönti az egybegyűlteket.
13. ének: A Hotban összegyűltek fogadalmat tesznek, hogy életük árán is megvédik szülőföldjüket, és vezérükké megteszik Çun Mulát.
14. ének: A rrzhanicai hídnál az albánok összecsapnak a montenegróiakkal. Az ütközet az albánok győzelmével végződik, a montenegrói hadvezér, Mark Milani menekülve hagyja el a csatateret. A Cetinjében tartózkodó I. Miklós értesül a vereségről.
15. ének: A hírvivő beszámol a montenegrói uralkodónak a határon táborozó albánok tömegéről és erejéről.
16. ének: Egy újabb közjáték, amelyben az elbeszélő az albán harcosokat a hiedelemmondákból ismert szárnyas emberekhez (dranguákhoz) hasonlítja, akik a hétfejű tűzokádó sárkány (kuçedra) ellen vonulnak csatába.
17. ének: Két hazatérő albán harcos drangua képében kel át a hegyeken, amikor neszét veszik Mark Milani újabb támadásának. A környező legelők pásztornépétől kérnek segítséget, így akadályozzák meg, hogy a montenegróiak átkeljenek a hágón. Milani visszavonul, de embereinek parancsba adja, hogy megtámadják Sutjeskát. Ennek hallatán a hegyi tündérek Sutjeska felé veszik az irányt.
18. ének: Mark Milani emberei elfoglalják Guciát. A véres csatajelenetet gyászének szakítja félbe.
19. ének: Kelmendi papja, Gjon atya – egyes vélemények szerint a szerző, Fishta megszemélyesítője – hosszú, lángszavú szónoklatában a montenegróiakat kárhoztatja az albánok rossz sorsáért. A pap ezt követően kelmendi fegyveresek élén Sutjeska védelmére vonul.
20. ének: Sutjeska ostroma során az albánok sorában harcoló Bec Patani felismeri az ellenség soraiban a szláv Milo Spasit, akivel korábban vértestvérekké fogadták egymást. Bec kimenti a vérzivatarból Milót és biztonságba helyezi. Míg a csatazajtól hangos városre leszáll az éj, a mesélő elbeszéli az albán és a szláv férfi vértestvérségének történetét.
21. ének: Gjon atya felkeresi Mark Milanit, hogy a holtak eltemetésének idejére fegyverszünetet kössenek.
22. ének: A közeli Nokshiqnál kiújul a fegyveres harc. Egy fiatal menyecske, Tringa haldokló fivérét, Curr Ulát gyámolítja. Amikor egy szláv harcos, Gjur Kokoti közeledik feléjük, Tringa mellkason lövi őt, majd magával is végez.
23. ének: A csata forgataga már eléri az elesett Curr Ula házát, ahol bosszút állnak a montenegróiakon Tringa haláláért. Mark Milani úgy dönt, ő is a frontvonalba siet, hogy embereit bátorítsa.
24. ének: A Vizitor-hegy tündére feldúltan nézi végig régi kedves barátja, Tringa halálát. Tringa tetemét egy alpesi legelőre repíti, ahol egy hársfa tövében tisztességgel eltemeti. Ezt követően messze hangzó parancsot kiált el a hegyek fölött, hogy minden albán férfi a nokshiqi csatatérre siessen.
25. ének: A Vizitor-hegy tündére és Montenegró szelleme a magasból követik a véres csata eseményeit, amelyet az albánok végül elveszítenek.
26–30. ének

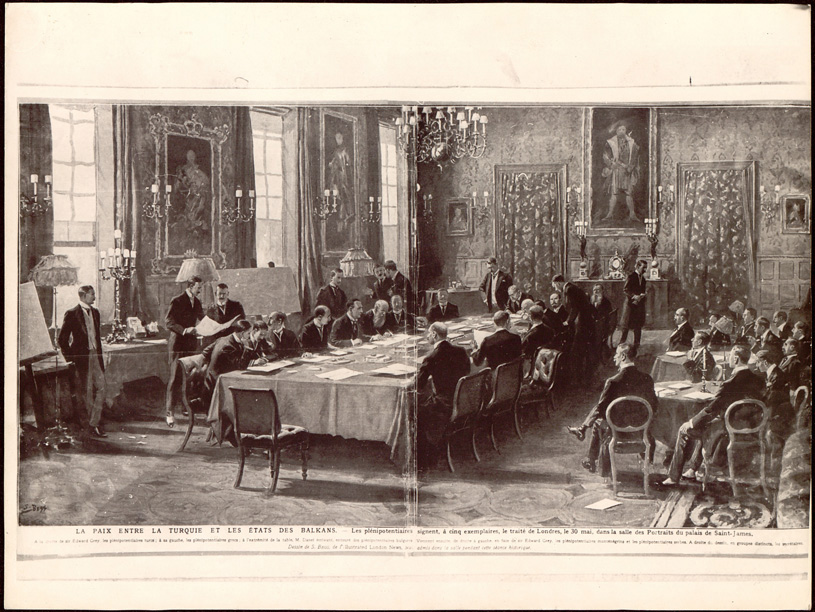
A londoni nagyköveti konferencia

Az 1908-as ifjútörök forradalmat követő albán felkelések, valamint az 1912–1913-as első Balkán-háború eseményei, amelyeket Albánia függetlenségének kikiáltása zár le.
26. ének: A lezhai ferences kolostorban tartózkodó költő múzsáját hívja látogatóba. Ennek során elmeséli Lezha és Albánia történetének hosszú, vérzivataros évszázadait, amit azzal zár le, hogy ennyi szenvedés után az albánok új napra ébredtek.
27. ének: Konstantinápolyi török urak vitatják meg az albán végek ügyes-bajos dolgait, és úgy döntenek, hogy Turgut pasa vezetésével fegyverrel verik le az elégedetlenkedő albánokat.
28. ének: Dedë Gjo Luli, a törökverő albán bajnok bemutatása. Egy másik albán hős, Llesh Nik Daka árulás következtében halálos sebet kap, és utolsó akaratának megfelelően a rubiki kolostorban temetik el.
29. ének: Az osztrákok szultánja, Ferenc József arra inti a török szultánt, hogy hagyja az albánokat békén. Eközben az angol király Londonba hívja a nagyhatalmakat, hogy az albánok ügyét elrendezzék.
30. ének: A londoni nagyköveti konferencia, vagyis a „hét király gyűlése”, amelyen döntést hoznak az albán függetlenség elismeréséről. A fekete sasos vörös zászló mint Isten angyalainak szárnya végre Szkander bég országának egére emelkedik.

## Formanyelve és forrásai

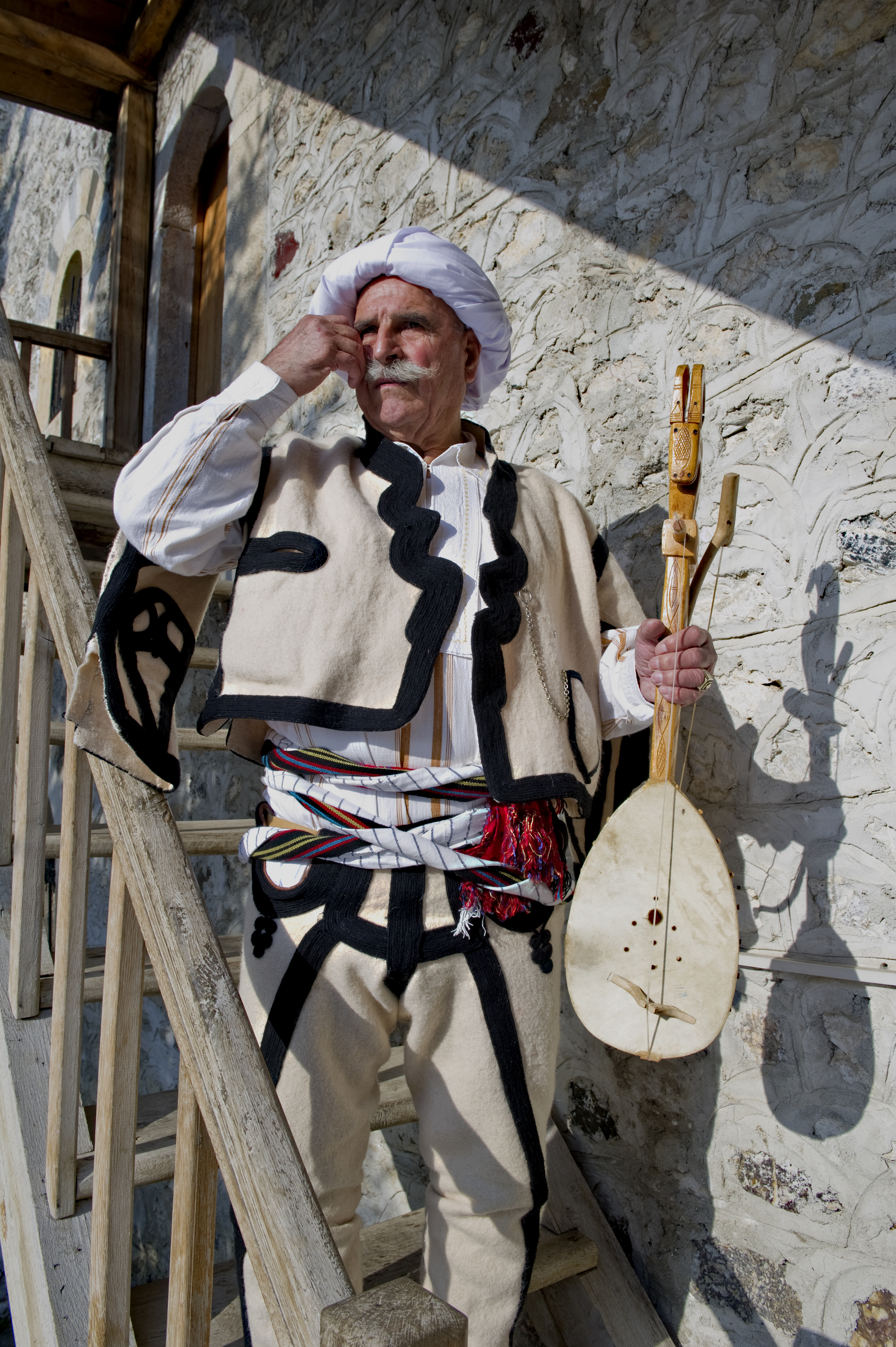
Albán férfi lahutával

Ahogy a Lahuta e malcís tematikájában a közösségi emlékezetben élő történéseket és eseményeket formálta epikus művé, úgy formanyelvében is az albán népköltészetre támaszkodott. Előképei között találhatóak az albániai hegyvidékek szájhagyományában aktívan produktív határvédő énekek ciklusai, ahogy a 18. század óta közkedvelt históriás énekek nyelvi és ritmusvilága is: a Lahuta e malcís uralkodó időmértéke az albán orális hagyomány ősi nyolcasa, pontosabban trochaikus oktamétere. A címválasztás szintén erre az ősi hagyományra utal: a lahuta az észak-albániai hegyvidékek egyhúros vonós hangszere, amellyel közösségi epikus énekeiket kísérték a hegylakók. A Lahuta e malcís archaikus nyelvezetének és színes fordulatainak forrása szintén a geg népnyelv. Ez utóbbi ugyanakkor megnehezíti a Lahuta e malcís olvasását és megértését a ma albánjai számára.
Népének költészeti hagyománya mellett a hőseposz Fishta klasszikus műveltségéről is árulkodik. Maximilian Lambertz és Giuseppe Gradilone mutatta ki a Fishta-mű kapcsolódási pontjait Homérosz Iliaszával és Vergilius Aeneisével, a Lahuta e malcís klasszikus antikvitásban gyökerező metaforáit, alliterációit és asszonáncait, ahogy a klasszikus szófordulatokat és hiperbolákat is. Fishta további ihlető forrásaiul lehet számba venni a délszláv költészet egyes képviselőit is. Boszniai ferences szemináriumi évei során erősen hatottak rá az ott megismert hazafias versek és egyéb költői művek világa. Megemlítendő itt többek között szerzetes tanára, Grgo Martić költészete, a 18. században élt Andrija Kačić Miošić Razgovor ugodni naroda slovinskoga (’A szláv nép kellemetes elbeszélése’) címen 1756-ban közreadott históriás gyűjteménye, Ivan Mažuranić 1846-ban kiadott romantikus eposza, a Smrt Smail-age Čengica (’Csengics Szmail aga halála’), de legfőképp a montenegrói fejedelem-költő Petar Petrović-Njegoš Gorski vijenac (’Hegyvidéki koszorú’) című, az oszmánellenes küzdelmeket elbeszélő hőskölteménye.

## Jelentősége
Az albán irodalom történetében a nemzeti eszmélés, a Rilindja időszakában fogalmazódott meg az igény egy nemzeti epikus mű megírására. Az első próbálkozás, Dalip Frashëri perzsa irodalmi előképekre visszavezethető Hadikaja című műve 1842 körül készült el. Ezt követte Shahin Frashëri Myhtarnemaja (’Myhtar meséje’) című síita vallásos eposza 1868-ban, majd az arberes Jeronim de Rada dagályos Scanderbeccu i pa-faan (’A szerencsétlen Szkander bég’) című, 1872 és 1884 között készült műve. Nagy figyelemben azonban ezek a munkák nem részesültek, a Rilindja korszakának nagy költője, Naim Frashëri 1898-ban megjelent műveit, az Istori’ e Skënderbeut (’Szkander bég históriája’) című hazafias és a Qerbelaja (’Kerbela’) című síita vallásos eposzt pedig nem fogadta osztatlan siker. A további próbálkozások sorában említhető a szintén arberes Giuseppe Schirò Te dheu i huaj (’Idegen földön’) című munkája 1900-ból, valamint Francesco Crispi Mbi malin e truntafilevet (’A rózsák hegyén’) című epikus költeménye. A századfordulóra a török–perzsa hátterű iszlám költészet már idejétmúltnak számított, a 15. századi albán hős, Kasztrióta György fejedelem törökellenes küzdelmei pedig időben túl távoliak voltak ahhoz, hogy a kor emberét epikus erővel tudják megszólítani. Fishta eposza azzal lehetett sikeres, hogy a kortársak számára kézzel fogható valóságot, a személyes emlékeket és történelmi tudást formálta epikus költeménnyé, mindennapi szereplőit pedig mesebeli hősökké.
Ugyanakkor éppen emiatt az albán kortársak egy része anakronisztikus műnek tartotta a Lahuta e malcíst, különösen dél-albániai toszk bírálói vetették Fishta szemére a népköltészeti és a műköltészeti hagyományok ötvözését. Ezek a kritikus hangok azonban az évekkel elhalkultak, és Fishtát élete vége felé már nemzeti költőként, az „albán Homérosz”-ként ünnepelték. A kortárs Maximilian Lambertz az „albán földön született legragyogóbb költőként”, Gabriele D’Annunzio pedig „a dicsőséges albán nép nagyszerű költőjeként” említette Fishtát. Robert Elsie értékelése szerint a Lahuta e malcís az albán irodalom egyik legkiemelkedőbb alkotása, méltó hozzájárulás a világirodalom kincsestárához.

## Szövegkiadásai
- Lahuta e malcís (’Hegyvidéki koboz’). Shkodër: Shtypshkronja Françeskane. [1937].  512 o 
  - Németül: Die Laute des Hochlandes. Übersetzt von Maximilian Lambertz. München: Oldenbourg. 1958.  = Südosteuropäische Arbeiten,  51. 312 o 
  - Olaszul: Il liuto della montagna I–IV. Traduzione di Ignazio Parrino. Palermo: Scuola Grafica Salesiana. 1968–1973.  82 + 156 + 298 + 94 o 
  - Angolul: The highland lute: The Albanian national epic. Translated by Robert Elsie & Janice Mathie-Heck. London: I. B. Tauris. 2005.  487 o 
  - Franciául: Le luth des montagnes: Une épopée albanaise. Traduit par Abidin Krasniqi. Paris: L’Harmattan. 2019.  ISBN 978-2-343-18407-4 618 o